# Міккельське (болото)
Мі́ккельське — болото в Пряжинському районі Республіки Карелія, болотна пам'ятка природи.

## Загальна інформація
Розташоване за 8,5 км на північний захід від села Крошнозеро, за 13 км на північ від села Ессойла, поблизу озера Міккельське.
Використовується як мисливські угіддя, є цінним ягідником журавлини та морошки.